# Luis Rosado Bretón
Luis Rosado Bretón (Madrid, España, 1957) es un médico e intensivista y político español.

## Biografía
Licenciado en Medicina por la Universidad Complutense de Madrid, donde se especializó en Medicina intensiva y realizó sus primeras prácticas en el Hospital General Universitario de Alicante en 1987.
Posteriormente obtuvo una plaza en el Hospital de Villajoyosa (Marina Baja), del cual en 1995 pasó a ser Subdirector.
Durante estos años, también ha sido Director Médico del Hospital de San Juan de Alicante y después del General Universitaria ("el mismo en el que empezó su carrera profesional").
En 2007 fue designado por el Consejero de Sanidad Manuel Cervera Taulet, como Secretario Autonómico de Sanidad y pasó a dirigir la Agencia Valenciana de Salud (AVS).
El día 22 de junio de 2011, tras ser nombrado por Francisco Camps, sustituyó a Manuel Cervera al frente de la Consejería.
Posteriormente, el día 7 de diciembre de 2012, dejó el cargo de consejero para ser reemplazado por Manuel Llombart Fuertes tras una remodelación del consejo ejecutada por el siguiente presidente de la Generalidad Alberto Fabra. 
Desde enero de 2013, ejerce como médico interno de un hospital alicantino.

## Corrupción
El día 3 de diciembre de 2013 fue imputado por el Tribunal Superior de Justicia de la Comunidad Valenciana (TSJCV), vinculándolo en la rama del Caso Gürtel por los presuntos delitos de prevaricación, tráfico de influencias y falsedad en documento público.